# La misteriosa sociedad Benedict (serie de televisión)
La misteriosa sociedad Benedict es una serie de televisión basada en los relatos homónimos de misterio y aventuras escritos por Trenton Lee Stewart. Se estrenó en la plataforma Disney+ el 25 de junio de 2021.

## Premisa
Durante una emergencia global que afecta a la economía y otros factores, el Sr. Benedict, un hombre de excepcional ingenio, recluta a cuatro talentosos niños que llevarán a cabo una peligrosa misión: infiltrarse en El Instituto, una elitista escuela de la que es director el Sr. Curtain, un misterioso personaje que está enviando mensajes subliminales a través de las señales de radio y televisión, con objeto de introducir ideas y pensamientos en las mentes de la gente. El Sr. Benedict enviará a los cuatro chicos para intentar detener al Sr. Curtain y salvar al mundo de su control.

## Reparto

### Personajes principales
- Tony Hale es el Sr. Benedict, líder de la misteriosa sociedad que lleva su nombre. Sufre de narcolepsia y se desmaya ante emociones de cierta intensidad. El actor también da vida al Sr. Curtain, su hermano gemelo y fundador de «El Instituto».
- Kristen Schaal es Número Dos, ayudante de Benedict.[2]
- MaameYaa Boafo es Rhonda, miembro del equipo de Benedict.
- Ryan Hurst es Milligan, otro miembro del equipo de Benedict.
- Gia Sandhu es Ms. Prumal, tutora de Reynie en el orfanato.
- Mystic Inscho es Reynie Muldoon, protagonista y líder del grupo, es un niño de excepcional talento, epítome de la inteligencia.
- Seth Carr es George "Sticky" Washington, segundo componente del grupo, posee una singular memoria y capacidades de lectura rápida.
- Emmy DeOliveira es Kate Wetherall, la tercera en superar la prueba, pasó parte de su vida en el circo. Es atlética y bastante manitas.
- Marta Kessler es Constance Contraire, la más pequeña del grupo de talentos, es muy inteligente y cabezota.

### Personajes recurrentes
- Saara Chaudry como Martina Crowe, una estudiante del instituto que compite con Reynie y Sticky y recluta a Kate para su equipo de tetherball.

## Doblaje
El doblaje al castellano se grabó en los estudios SDI Media (Madrid, Barcelona y Santiago) y está dirigido por Javier Balas sobre una traducción de Mario Pérez.
| Personaje                  | Actor           | Doblaje en España        |
| -------------------------- | --------------- | ------------------------ |
| Sr. Benedict/Sr. Curtain   | Tony Hale       | Abraham Aguilar          |
| Número Dos                 | Kristen Schaal  | Adelaida López           |
| Rhonda Kazembe             | MaameYaa Boafo  | Pilar Martín             |
| Milligan                   | Ryan Hurst      | Pablo Adán               |
| Srta. Perumal              | Gia Sandhu      | Beatriz Berciano         |
| Reynie Muldoon             | Mystic Inscho   | Fran López               |
| Kate Wetherall             | Emmy DeOliveira | Daniela Portugués        |
| George 'Sticky' Washington | Seth Carr       | Álvaro Rubio             |
| Constance Contraire        | Marta Kessler   | Anastasia Azaranka Ayuso |

## Episodios

### Primera temporada
| N.º en serie | N.º en temp. | Título                          | Dirigido por    | Escrito por              | Fecha de emisión original |
| --- | ------------ | ------------------------------- | --------------- | ------------------------ | ------------------------- |
| 1 | 1            | «Unos cuantos huérfanos listos» | James Bobin     | Phil Hay y Matt Manfredi | 25 de junio de 2021       |
| Reynie Muldoon, un huérfano que en ocasiones se siente como un extraño, tiene la oportunidad de optar por una beca en la prestigiosa Academia Boatwright. Tras realizar la primera prueba de acceso comprueba con sorpresa que ha sido el único capaz de pasarla. Reynie es citado para un segundo y más duro examen para el cual deberá llevar únicamente un lápiz. En su camino, se encuentra con Rhonda, una joven aspirante que ha perdido su lapicero y Reynie decide compartir el suyo partiéndolo por la mitad. Finalmente, él y otros cuatro niños que también han conseguido superar el examen, se enfrentarán a una última tarea consistente en una serie de puzles y pruebas de habilidad que pondrán a prueba su ingenio y capacidad de trabajo en grupo. Los tres ganadores, Reynie, Sticky y Kate, son llevados ante el Sr. Benedict que, no sólo les presenta a la que será el cuarto miembro del grupo, Constance Contraire, sino que además les descubre que la beca para la Academia Boatwright era sólo un ardid para encontrar a niños de un talento extraordinario, capaces de enfrentarse a un conflicto global conocido como «La emergencia». |              |                                 |                 |                          |                           |
| 2 | 2            | «Llevar un pájaro»              | Greeg Beeman    | Phil Hay y Matt Manfredi | 25 de junio de 2021       |
| Benedict explica a los jóvenes que «La Emergencia» está causada por mensajes ocultos en las emisiones de televisión, cuando unos extraños irrumpen en el edificio, pero Rhonda, Número dos, Milligan y los niños consiguen reducirlos. Benedict prepara a los niños para enviarlos al lugar desde donde cree están siendo enviados los mensajes: «El Instituto». Entre tanto, los jóvenes aprenden código Morse y estrechan vínculos entre ellos, momento en que Sticky confiesa a sus nuevos amigos que huyó de casa debido a la presión a la que lo sometían sus tíos. Cuando llegan a las instalaciones de «El Instituto», son recibidos por los que serán sus guías, Jackson y Jillson que les enumeran una extensa lista de reglas confusas y contradictorias mientras esperan por conocer al director del centro que finalmente resulta ser idéntico al Sr. Benedict. |              |                                 |                 |                          |                           |
| 3 | 3            | «Depende de la caravana»        | Glenn Winter    | Phil Hay y Matt Manfredi | 2 de julio de 2021        |
| Tras conocer al director, los chicos envían un mensaje al Sr. Benedict comunicándole que el director de «El Instituto», el Sr. Curtain, podría ser su hermano gemelo, confirmándose más tarde estas sospechas. De vuelta con los jóvenes, la clasificación de estudiantes en «El Instituto» no pinta bien para Kate y Constance que parecen no destacar tanto como sus amigos, descubriendo que, si la cosa sigue así, serán exiliadas de la isla donde se encuentra el centro. Comunican nuevamente con el Sr. Benedict para darles la noticia, quien les anima a hacer trampas para no ser expulsadas. Entre tanto, Milligan es enviado a recuperar una carta del viejo estudio del Sr. Benedict, que contiene fotografías e información sobre él y su hermano. Reynie es invitado al despacho del Sr. Curtain, donde conocerá al hijo de éste, y donde Curtain le advertirá que no debe confiar en nadie, ni en sus propios amigos. Sin embargo, la Srta. Perumal, inquieta por el paradero de Reynie, concierta una cita con la directora de la Academia Boatwright.                                                                                             |              |                                 |                 |                          |                           |
| 4 | 4            | «Un susurro, no un clamor»      | Wendey Stanzler | Phil Hay y Matt Manfredi | 9 de julio de 2021        |
| 5 | 5            | «Adiestrado como un mensajero»  | Karyn Kusama    | Phil Hay y Matt Manfredi | 16 de julio de 2021       |
| 6 | 6            | «En silencio y por el fondo»    | Greg Beeman     | Phil Hay y Matt Manfredi | 23 de julio de 2021       |
| 7 | 7            | «La danza del orbe celestial»   | Shannon Kohli   | Phil Hay y Matt Manfredi | 30 de julio de 2021       |
| 8 | 8            | «Es un gran día»                | Mark Tonderai   | Phil Hay y Matt Manfredi | 6 de agosto de 2021       |

### Segunda temporada
| N.º en serie | N.º en temp. | Título                                | Dirigido por     | Escrito por              | Fecha de emisión original |
| ------------ | ------------ | ------------------------------------- | ---------------- | ------------------------ | ------------------------- |
| 9            | 1            | «Un viaje peligroso»                  | James Bobin      | Phil Hay y Matt Manfredi | 26 de octubre de 2022     |
| 10           | 2            | «Ligeras turbulencias»                | Craig Zisk       | Phil Hay y Matt Manfredi | 26 de octubre de 2022     |
| 11           | 3            | «Un lingote de oro en Fort Knox»      | Craig Zisk       | Phil Hay y Matt Manfredi | 2 de noviembre de 2022    |
| 12           | 4            | «Sin exigencias absurdas»             | Kabir Akhtar     | Phil Hay y Matt Manfredi | 9 de noviembre de 2022    |
| 13           | 5            | «Una expresión ausente»               | Dawn Wilkinson   | Phil Hay y Matt Manfredi | 16 de noviembre de 2022   |
| 14           | 6            | «Comprometidos con la vida acogedora» | Lena Khan        | Phil Hay y Matt Manfredi | 23 de noviembre de 2022   |
| 15           | 7            | «Una lente alegre»                    | Aprill Winney    | Phil Hay y Matt Manfredi | 30 de noviembre de 2022   |
| 16           | 8            | «Un camino de dos sentidos»           | Tara Nicole Weyr | Phil Hay y Matt Manfredi | 7 de diciembre de 2022    |

## Producción

### Desarrollo
La plataforma Hulu anunció en septiembre de 2019 que se iba a desarrollar una adaptación de La misteriosa sociedad Benedict, una serie de libros fantásticos escritos por el autor Trenton Lee. Los encargados del guion del episodio piloto fueron Phil Hay y Matt Manfredi, y el director James Bobin. Todd Slavikin y Darren Swimmer serían los showrunners de la serie. Tras la compra de Hulu por parte de Disney, en noviembre de 2020, la serie pasa a formar parte de la plataforma Disney+ que estrenaría finalmente, el 25 de junio del 2021, un total de 8 episodios.

### Reparto
Tony Hale pasó a formar parte del reparto en febrero de 2020, para interpretar a los hermanos Benedict y Curtain. Más tarde, en abril del mismo año, se completaría el reparto con Kristen Schaal, Maame Yaa Boafo, Ryan Hurst, Gia Sandhu, Mystic Inscho, Seth Carr, Emmy DeOliveira y Marta Kessler.

### Filmación
El inicio del rodaje se planificó para mediados de 2020 en la Columbia Británica, pero finalmente tuvo que retrasarse debido a la pandemia por COVID-19. Oficialmente, la filmación comenzó el 26 de agosto y finalizó el 19 de enero de 2021.

## Marketing
Disney estrenó el primer tráiler de la serie el 20 de mayo de 2021.

## Estreno
Con un formato de emisión semanal, los dos primeros capítulos se estrenarían conjuntamente el 25 de junio de 2021 en la plataforma de streaming Disney+. La segunda temporada se estrenó el 26 de octubre de 2022 con dos episodios en Disney Channel.

## Recepción
En Rotten Tomatoes la serie alcanza un 85 % de críticas positivas y una puntuación media de 7,65/10. Los críticos son unánimes: «La misteriosa sociedad Benedict tiene un desarrollo lento, pero su estupeno reparto y chispa le hacen ganador como producto de entretenimiento familiar». La web Metacritic puntúa la serie con un 66 sobre 100, con críticas generalmente favorables. 